# Záchranný program
Podle § 52 zákona č. 114/1992 Sb., o ochraně přírody a krajiny, jsou záchranné programy určeny k ochraně zvláště chráněných druhů rostlin a živočichů. Jejich cílem je vytvořit podmínky umožňující takové posílení populací těchto druhů, které by vedlo ke snížení stupně jejich ohrožení.
Záchranné programy v České republice se připravují pro druhy, kterým hrozí podle Červených seznamů do 20 let vyhynutí nebo vyhubení, pokud nebudou podniknuta aktivní opatření na jejich záchranu. Jsou to dočasné projekty, jejichž cílem je kombinací různých typů opatření dosáhnout zvýšení populace dotčeného druhu nad úroveň ohrožení vyhynutím. Programy kombinují ochranu ex situ (např. záchranné chovy a vypouštění, tzn. reintrodukce) s ochranou in situ, jejímž základem je především ochrana biotopů příslušného druhu. Mezi prováděná opatření patří např. minimalizace negativních vlivů (znečištěného prostředí, nevhodného hospodaření), vhodné obhospodařování a úpravy lokalit, odchovy a kultivace ex situ, monitoring stavu populací, výzkum populací, vyhledávání vhodných lokalit, vzdělávání a osvěta atd...
Záchranný program je ukončen po dosažení stanovených cílů. Může být ukončen ale i v případě, že byl program neúspěšný (druh vyhynul) nebo bylo v průběhu řešení zjištěno, že je nefunkční. Záchranné programy pro kriticky a silně ohrožené druhy jsou zajišťovány Ministerstvem životního prostředí. To pověřilo přípravou a koordinací záchranných programů Agenturu ochrany přírody a krajiny ČR. Příprava a realizace programu se řídí konkrétními podmínkami formulovanými Stálým výborem Bernské úmluvy a Mezinárodním svazem ochrany přírody (IUCN). Financovány jsou ze Státního fondu životního prostředí a tzv. Norských fondů (Finanční mechanismus EHP/Norska). První záchranné programy byly v ČR vyhlášeny v roce 1998.

## Kritéria výběru druhů pro záchranné programy
- druh je v ČR zvláště chráněný
- druh je zařazen v Červených seznamech jako obecně ohrožený (tzn. kriticky ohrožený, ohrožený, zranitelný)
- druh je ohrožen v podstatné části evropského areálu rozšíření
- druh se v ČR není na okraji svého areálu rozšíření – pokud je, musí být ohrožený v celém areálu rozšíření
- v minulosti byl výskyt druhu v ČR stálý
- v předchozích 50 letech došlo k poklesu početnosti jedinců druhu
- příčiny ohrožení jsou známé a působí na území ČR
- příčiny ohrožení jsou odstranitelné a to z finančního i odborného hlediska
- příčiny ohrožení je možné odstranit pouze rozsáhlými, centrálně řízenými aktivními zásahy[4][2]

## Probíhající záchranné programy

### Rostliny

#### Matizna bahenní (Angelica palustris)
Matizna bahenní je kriticky ohroženou rostlinou z čeledi mrkvovitých vázaná svým výskytem na slatinné louky. Původně se vyskytovala na sedmi lokalitách, dnes je na jediné lokalitě NPP Hrdibořické rybníky. Cílem programu, probíhajícího od roku 2000, je trvale obnovit populaci na 2 lokalitách v ČR.

#### Rdest dlouholistý (Potamogeton praelongus)
Rdest dlouholistý je kriticky ohrožený druh, který se vyskytoval v proudících i stojatých čistých chladnějších vodách v okolí Písku, České Lípy, Chlumce nad Cidlinou, v Praze a v dolním Poorličí. Je indikátorem čistých vod. V současnosti v Česku existuje poslední lokalita ve slepém rameni v Malšově Lhotě u Hradce Králové. Cílem záchranného programu (od roku 2003) je uchovat druh na stávající lokalitě a vytvořit alespoň dvě životaschopné populace v širším okolí.

#### Hvozdík písečný český (Dianthus arenariussubsp.bohemicus)
Hvozdík písečný český roste v rozvolněných travinných společenstvech na píscích a štěrkopíscích. Je endemitem pleistocenních štěrkopískových teras u Roudnice nad Labem. Dříve býval hojný, dnes je kriticky ohrožený a vyskytuje se pouze na jediné lokalitě NPP Kleneč. Cílem programu, který probíhá od roku 2008, je rozšířit populaci na stávající lokalitě a zajistit rozvoj populace na náhradní lokalitě u Kyškovic.

#### Hořeček mnohotvarý český (Gentianella praecoxsubsp.bohemica)
Hořeček mnohotvarý český je kriticky ohrožený endemický druh, který roste obvykle na krátkostébelných loukách a pastvinách, osluněných mezích a stráních a v prosvětlených lesních lemech od pahorkatin po hory. Historicky je věrohodně doloženo více než 650 lokality výskytu. Centrem jeho rozšíření ve střední Evropě je považována Česká republika. V současnosti se druh vyskytuje přibližně na 65 lokalitách s několika málo jedinci. Lokalit s početnými populacemi přibližně 20. Hořeček je v záchranném programu od roku 2010.

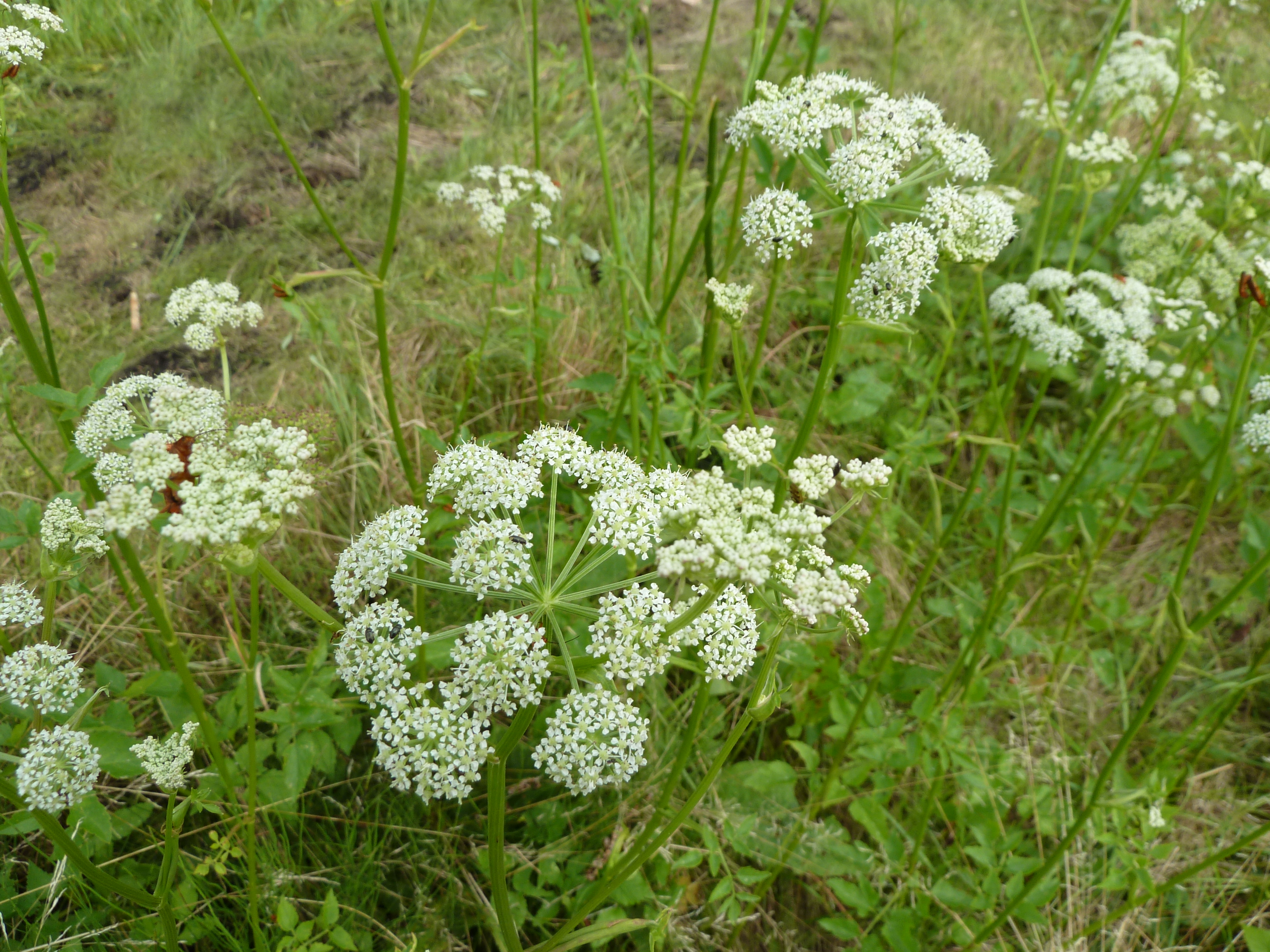
matizna bahenní
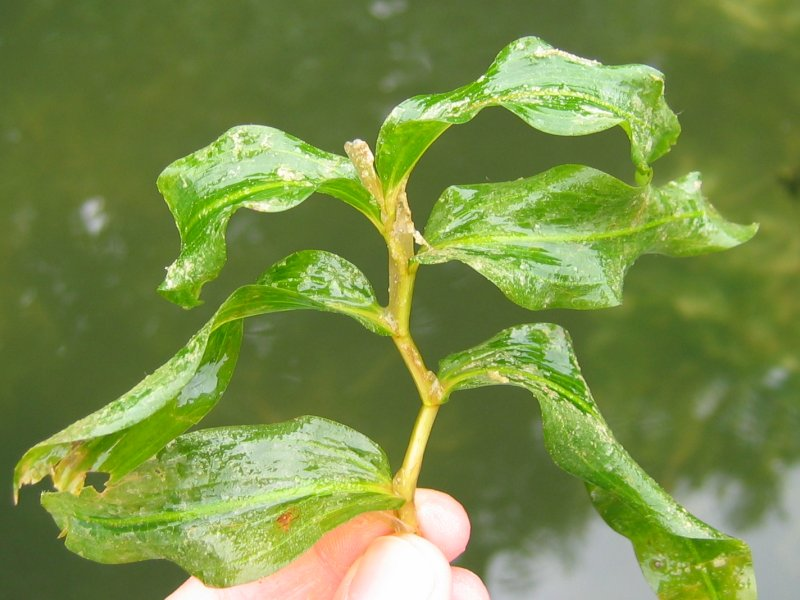
rdest dlouholistý
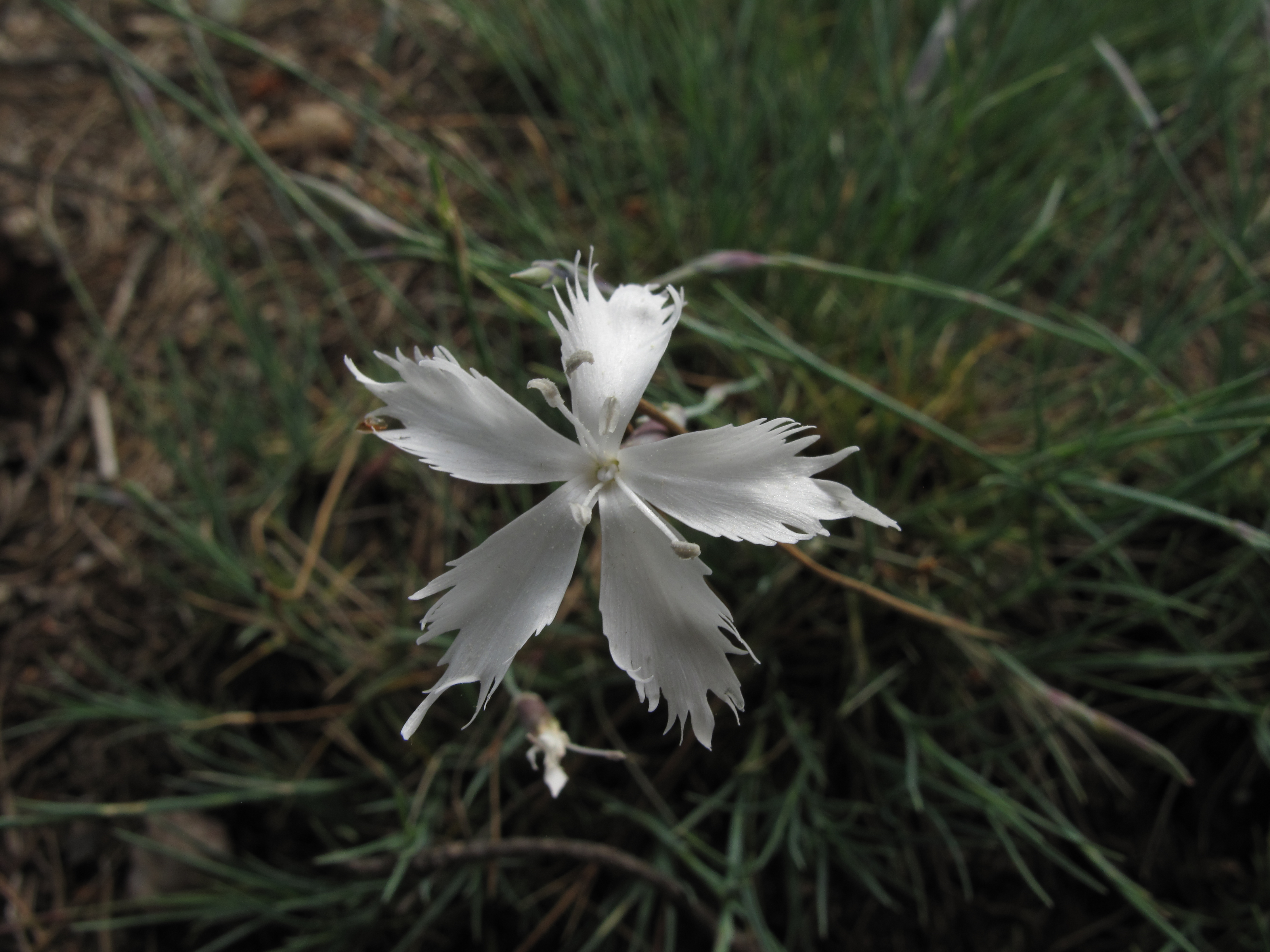
hvozdík písečný český
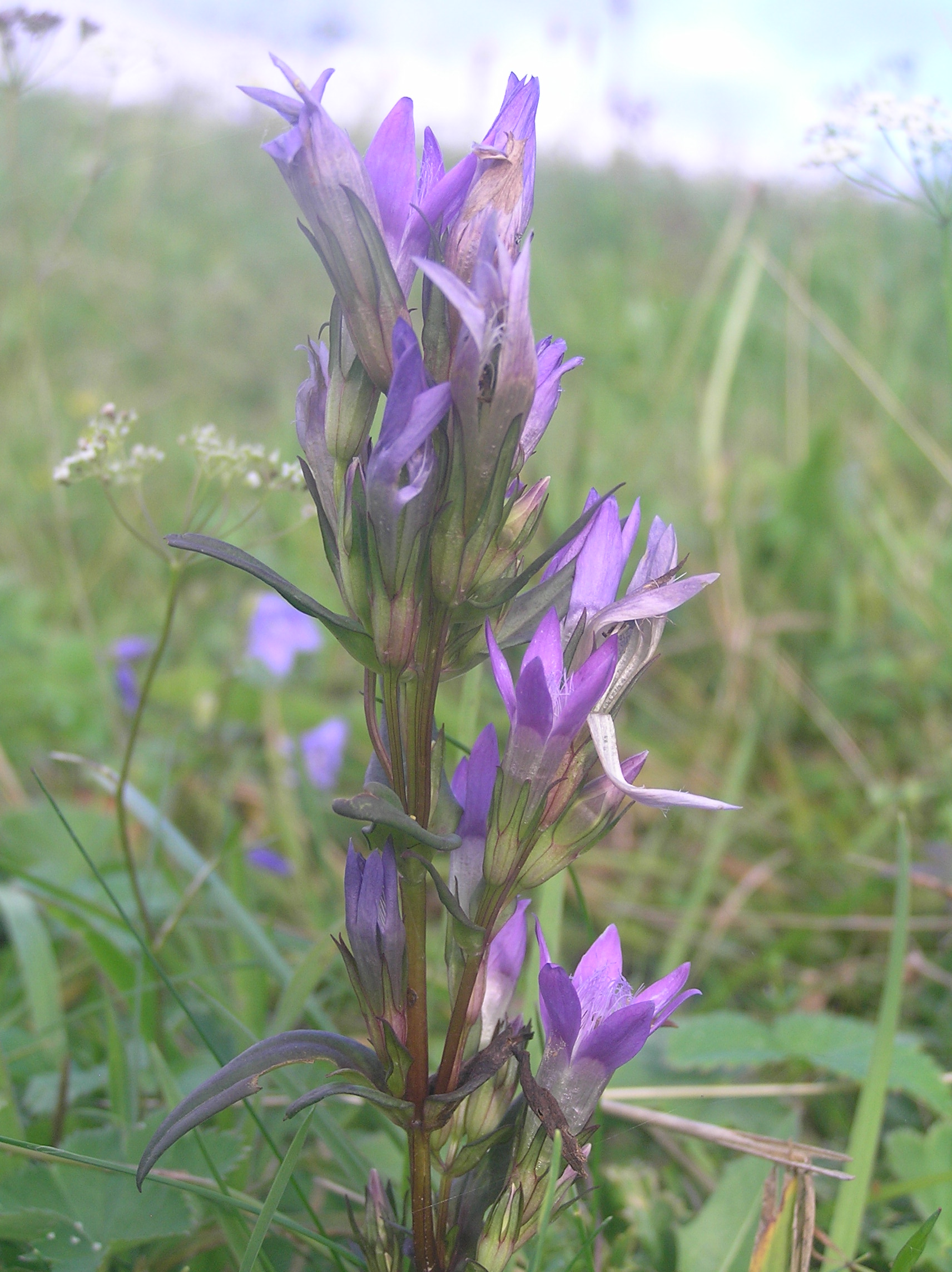
hořeček mnohotvarý český

### Živočichové

#### Perlorodka říční(Margaritifera margaritifera)
Perlorodka říční je vzácný mlž oligotrofních vod s nízkým obsahem iontových forem vápníku. V minulosti byl decimován kvůli lovu sladkovodních perel. Je citlivý na znečištění vody a vymírá v důsledku eutrofizace vod. Perlorodky se dožívají 30-50 let (v mesotrofním prostředí) a 80 až 140 let (v oligotrofním prostředí). Vývojem jsou vázány na přítomnost pstruha potočního a lososa obecného, kteří jsou hostitelskými rybami pro larvy perlorodek. V první polovině 20. století byla perlorodka říční přítomna na řadě lokalit v povodí Labe a Odry. Dnes je kriticky ohrožená a nachází se v horním toku Vltavy, Blanice, Malše a v jejich přítocích. Program probíhá od roku 2000. Jeho cíle jsou udržení a obnova stávajících populací, výstavba odchovných míst, revitalizace zmíněných povodí, vytvoření nových stanovišť, repatriace (neboli reintrodukce) na vhodná stanoviště, úprava hospodaření v povodích.

#### Sysel obecný(Spermophilus citellus)
Sysel obecný je kriticky ohrožený stepní hlodavec vyhledávající krátký travní porost. Na přelomu 40. a 50. let 20. století byl sysel obecný běžným obyvatelem travnatých mezí, porostů zemědělských plodin (obiloviny, vojtěška), luk a pastvin a byl ničen jakožto zemědělský škůdce. V roce 2007 byl výskyt sysla v ČR zaznamenán na 34 izolovaných lokalitách. Roku 2008 byl vyhlášen jeho záchranný program. Jeho cíle jsou udržet sysla na stávajících lokalitách a vytvořit 5 metapopulačních systémů výskytu sysla obecného v ČR.

#### Hnědásek osikový(Euphydryas maturna)
Kriticky ohrožený druh, který se vyskytuje v řídkých a prosluněných listnatých lesích v nížinách a pahorkatinách. Pro jeho záchranu je třeba obnovit tzv. výmladkové hospodaření.

#### Užovka stromová(Zamenis longissimus)
je nejedovatý kriticky ohrožený had, který žije ve vlhčím prostředí a často je vázán na říční údolí. Zároveň preferuje heterogenní strukturu krajiny a členitý terén se širokou nabídkou biotopů. V Česku se vyskytuje ve třech oblastech: v Poohří, v NP Podyjí a v Bílých Karpatech. Ohrožena je zejména populace v Poohří, jejíž areál se za posledních 120 let zmenšil na 8 % původní rozlohy. Záchranný program byl vyhlášen roku 2008 a jeho cílem je udržet životaschopné populace užovky stromové ve třech zmíněných oblastech výskytu.

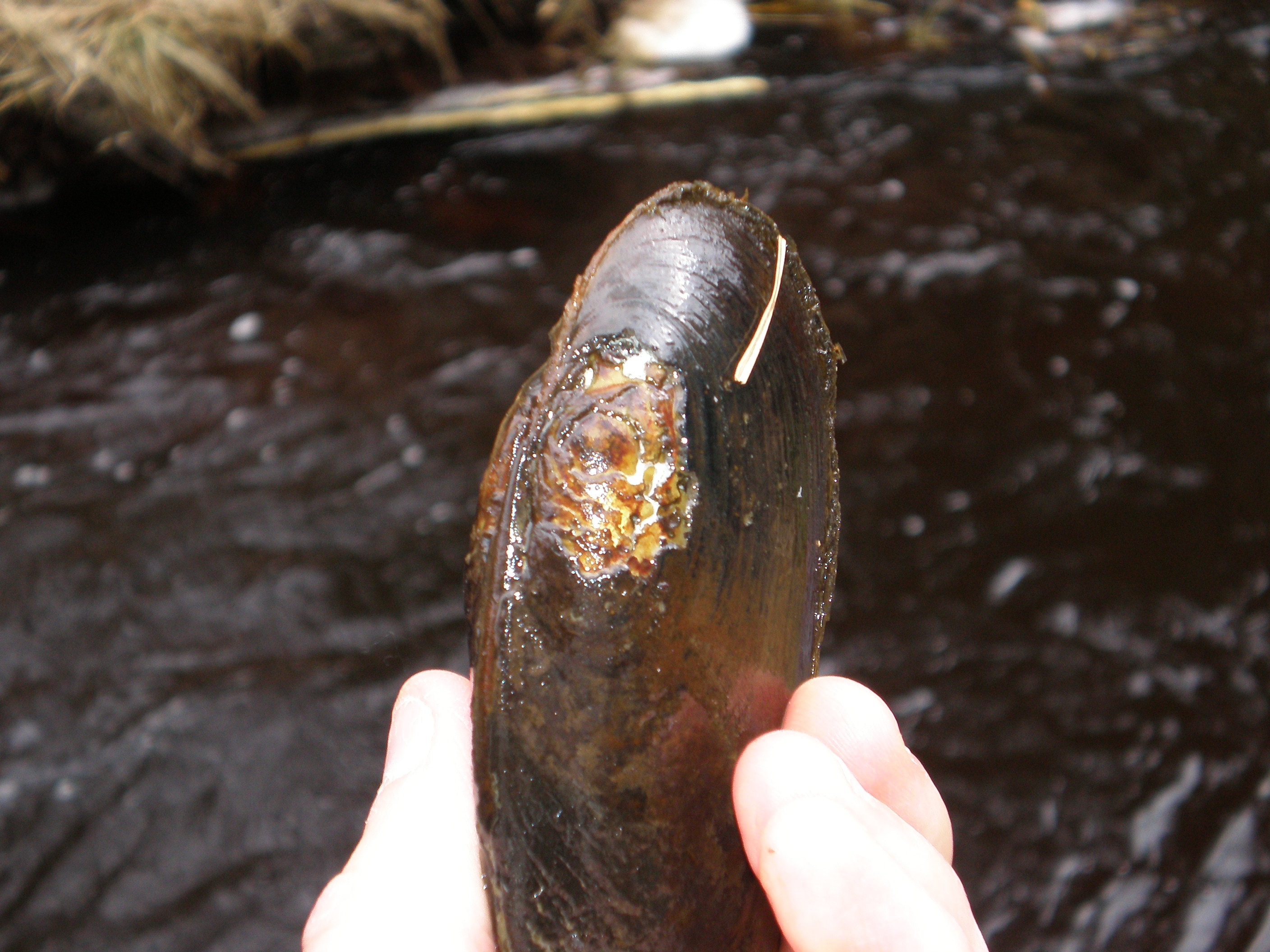
perlorodka říční
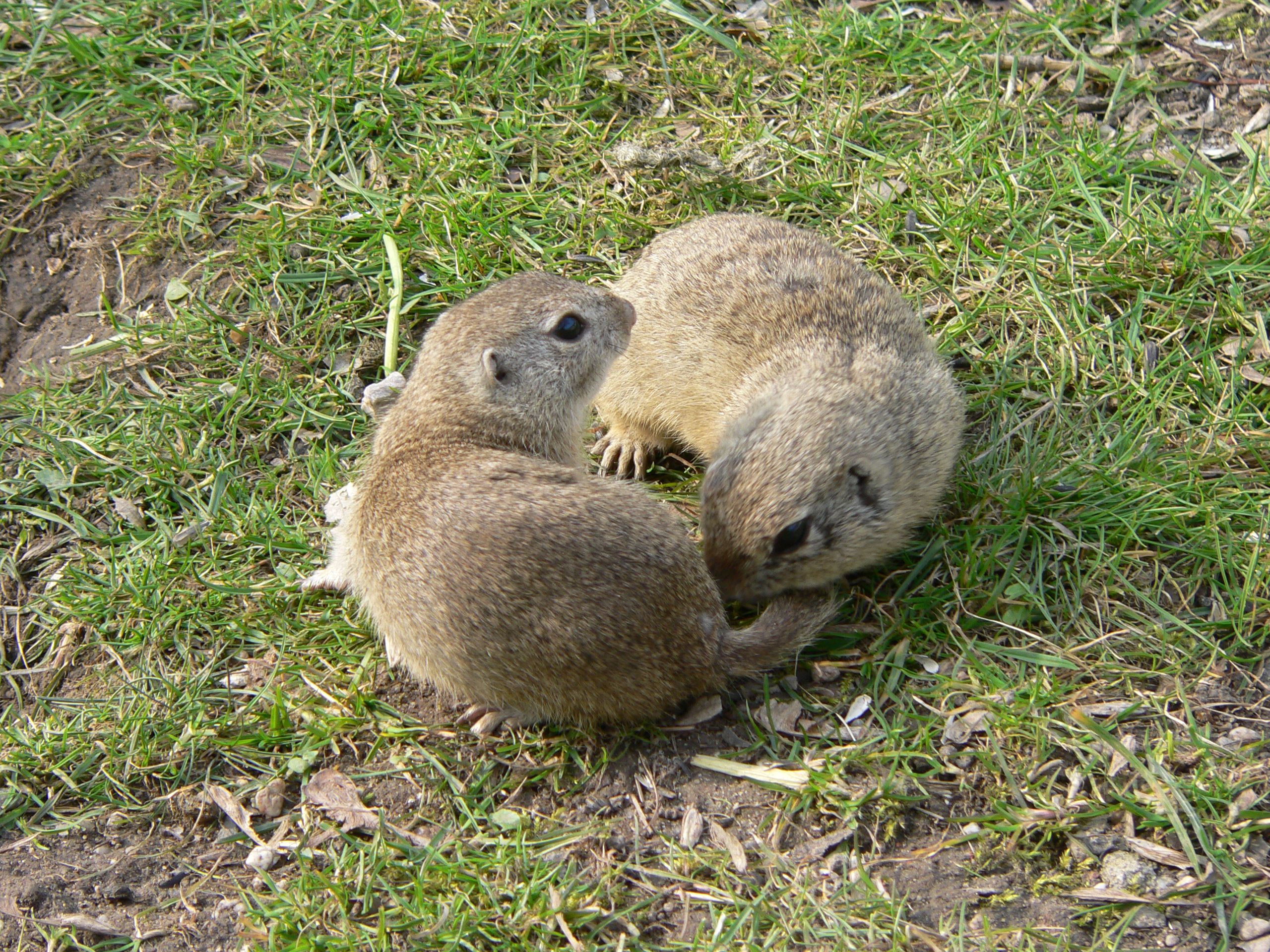
sysel obecný
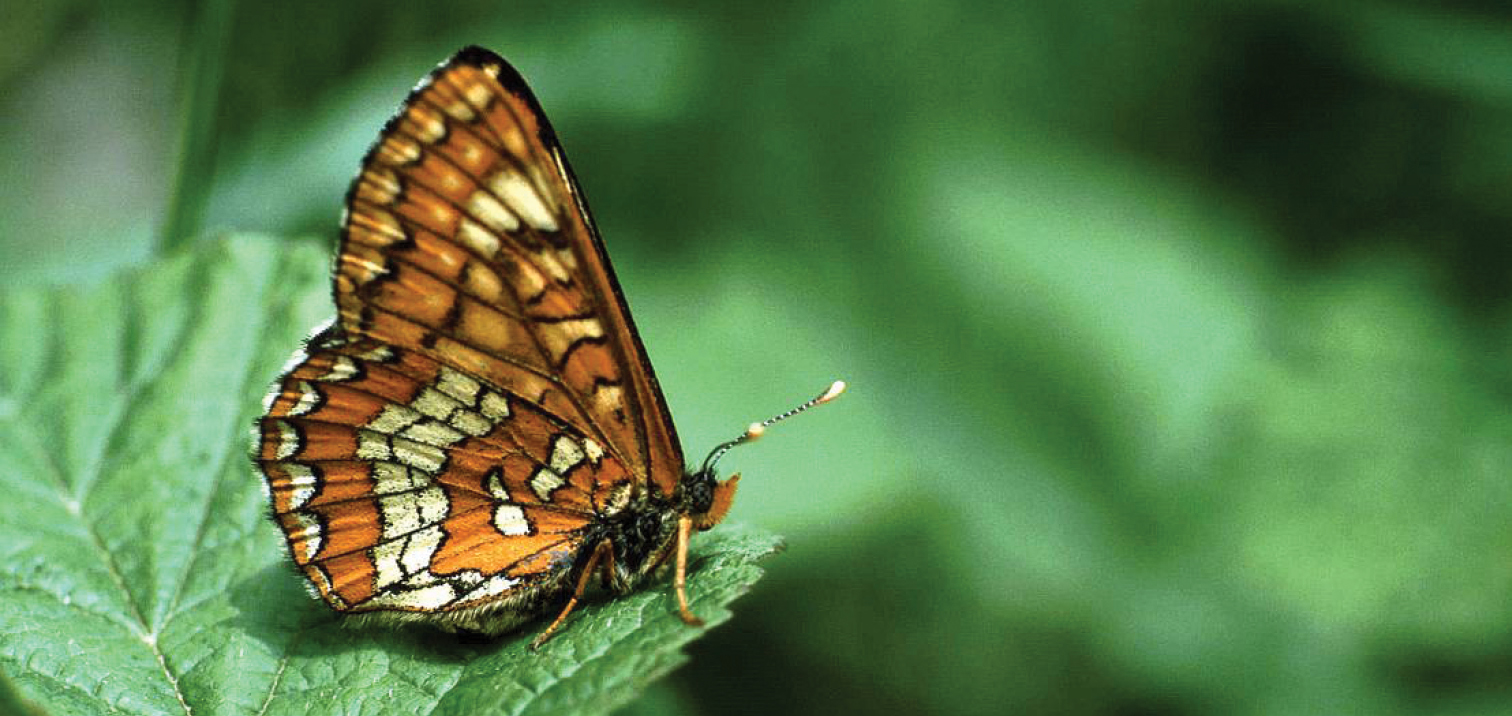
hnědásek osikový
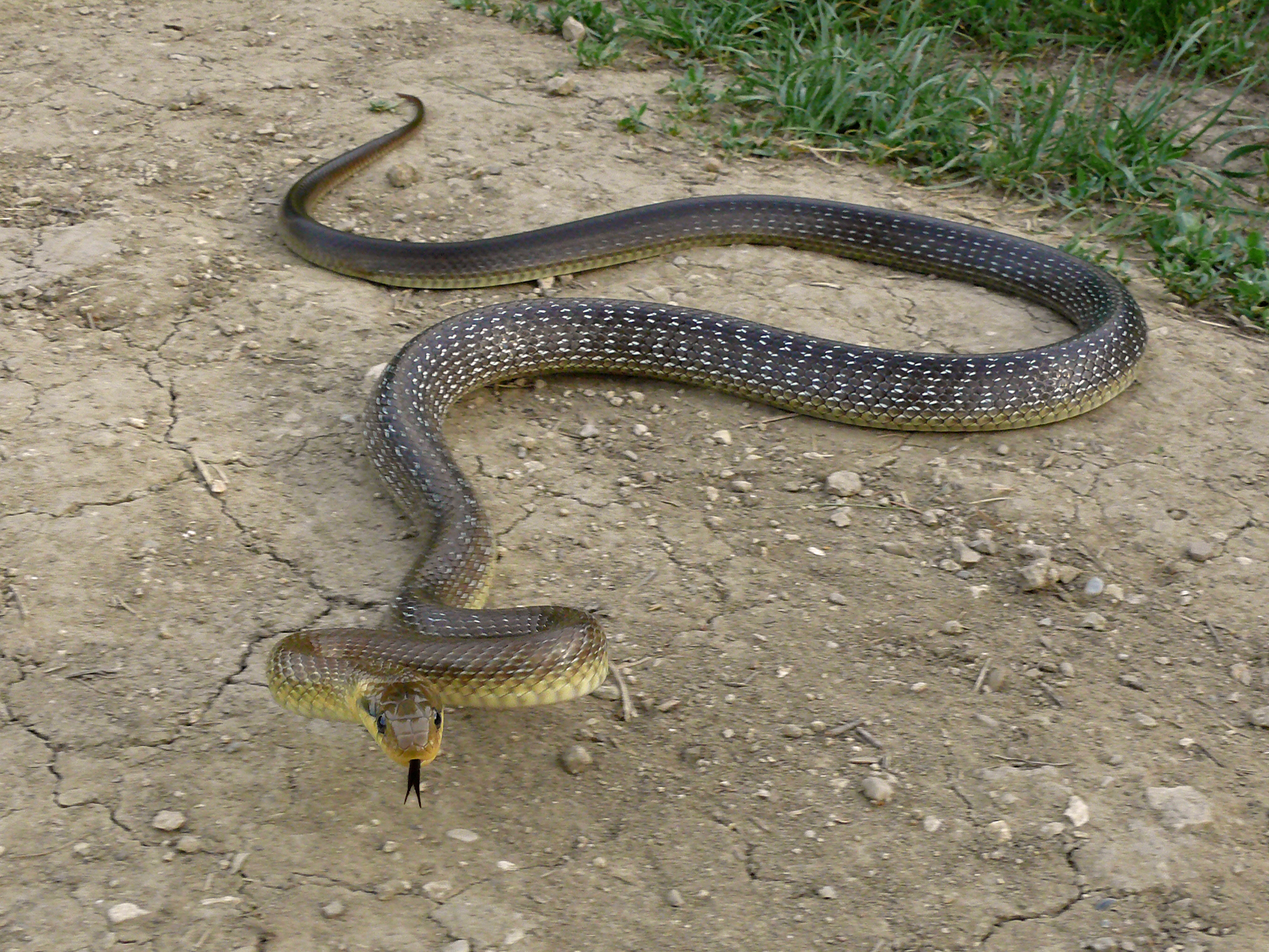
užovka stromová

## Ukončené záchranné programy

### Rostliny

#### Hořec jarní(Gentiana verna)
je kriticky ohrožený světlomilný druh středně vlhkých travnatých nízkostébelných luk a horských strání, který se ještě počátkem 20. století vyskytoval přibližně na sedmdesáti lokalitách v Čechách i na Moravě. Dnes se v ČR vyskytuje v nížinné formě na jediné lokalitě v NPP Rovná na Strakonicku a v horské formě na dvou lokalitách v CHKO Jeseníky (Malá a Velká Kotlina). Cíle záchranného programu jsou zvětšit populaci nížinné formy na stávající lokalitě a založit alespoň tři nové populace nížinné formy. U horské formy je cílem udržet stávající populace.

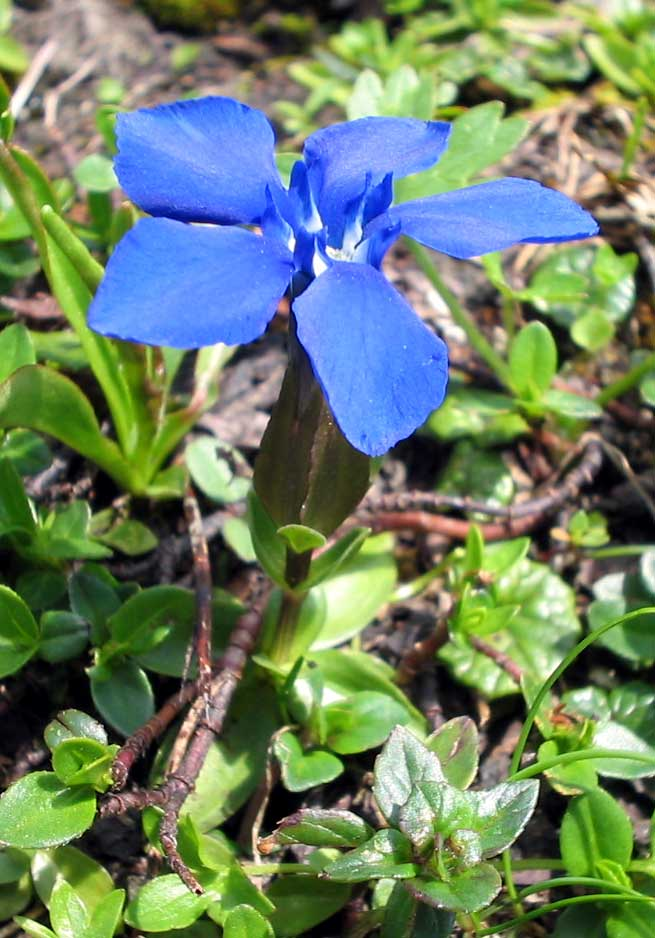
hořec jarní

### Živočichové

#### Tetřev hlušec(Tetrao urogallus)
Program probíhal v letech 1998–2007. Jeho cílem bylo zvýšit a udržet populaci tetřeva v ČR, poznat lépe jeho ekologii a biologii. Hlavními opatřeními byl chov a vypouštění tetřevů a následné sledování vypuštěných jedinců. Dále pak ojedinělé úpravy biotopů a regulace predátorů.

#### Rys ostrovid(Lynx lynx)
Program probíhal v letech 1998–2000 a pro nefunkčnost byl ukončen. V rámci záchranného programu rysa ostrovida bylo území ČR rozděleno do tří zón (A,B,C) s různým režimem managementu rysí populace. V zónách B a C byla dána možnost udělení výjimky povolení odchytu nebo odstřelu rysa za předem stanovených podmínek (např. pokud rys způsoboval velké škody na hospodářských zvířatech, spárkaté zvěři atd.). Smyslem výjimek bylo předejít ilegálnímu odlovu rysů. Po dobu platnosti programu ale nebyla podána ani jedna žádost o výjimku a byl zjištěn ilegální odstřel přinejmenším 15 rysů. Důvodem mohlo být pozdní zpracování programu nebo složitá administrativa při udělování výjimek.

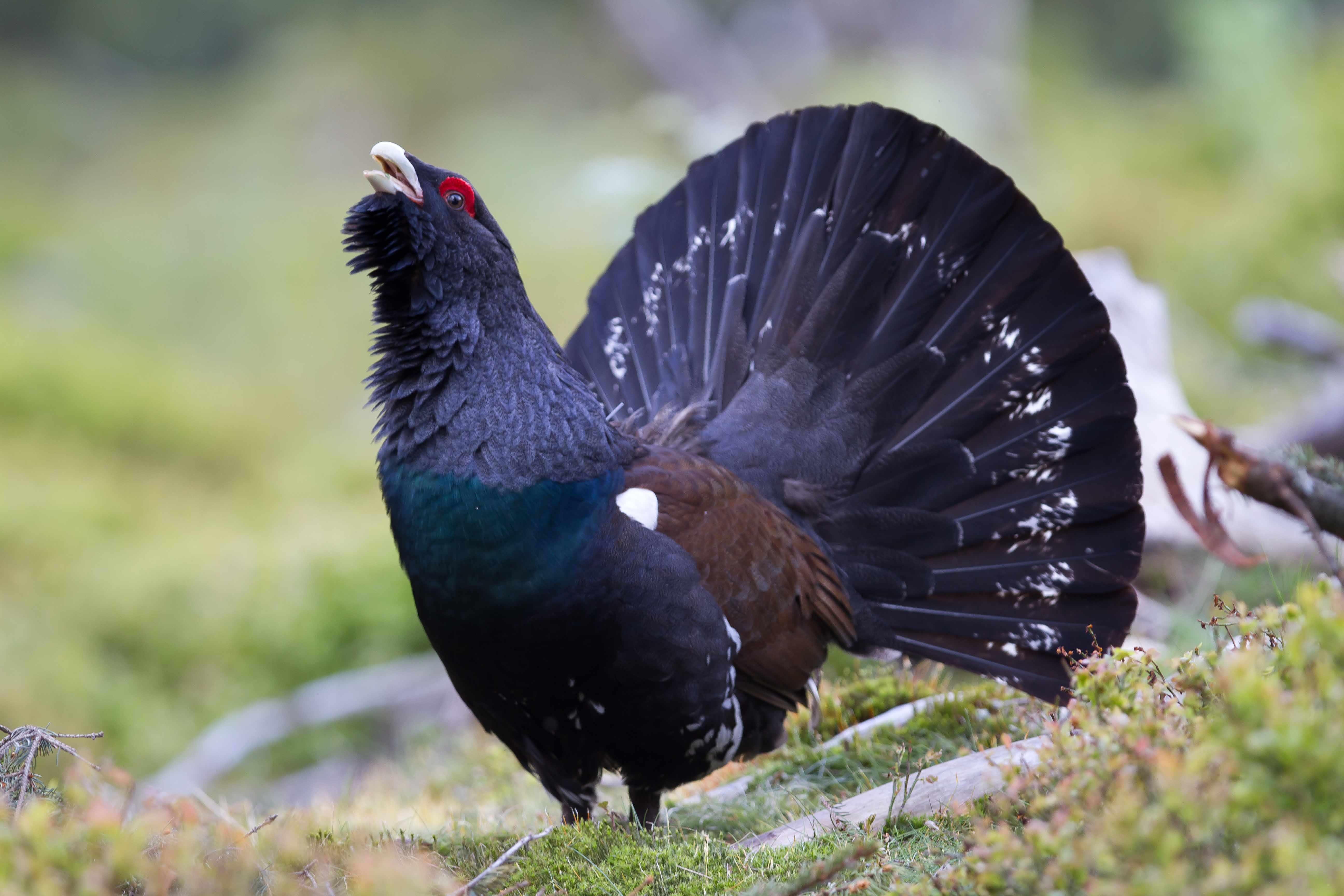
tetřev hlušec
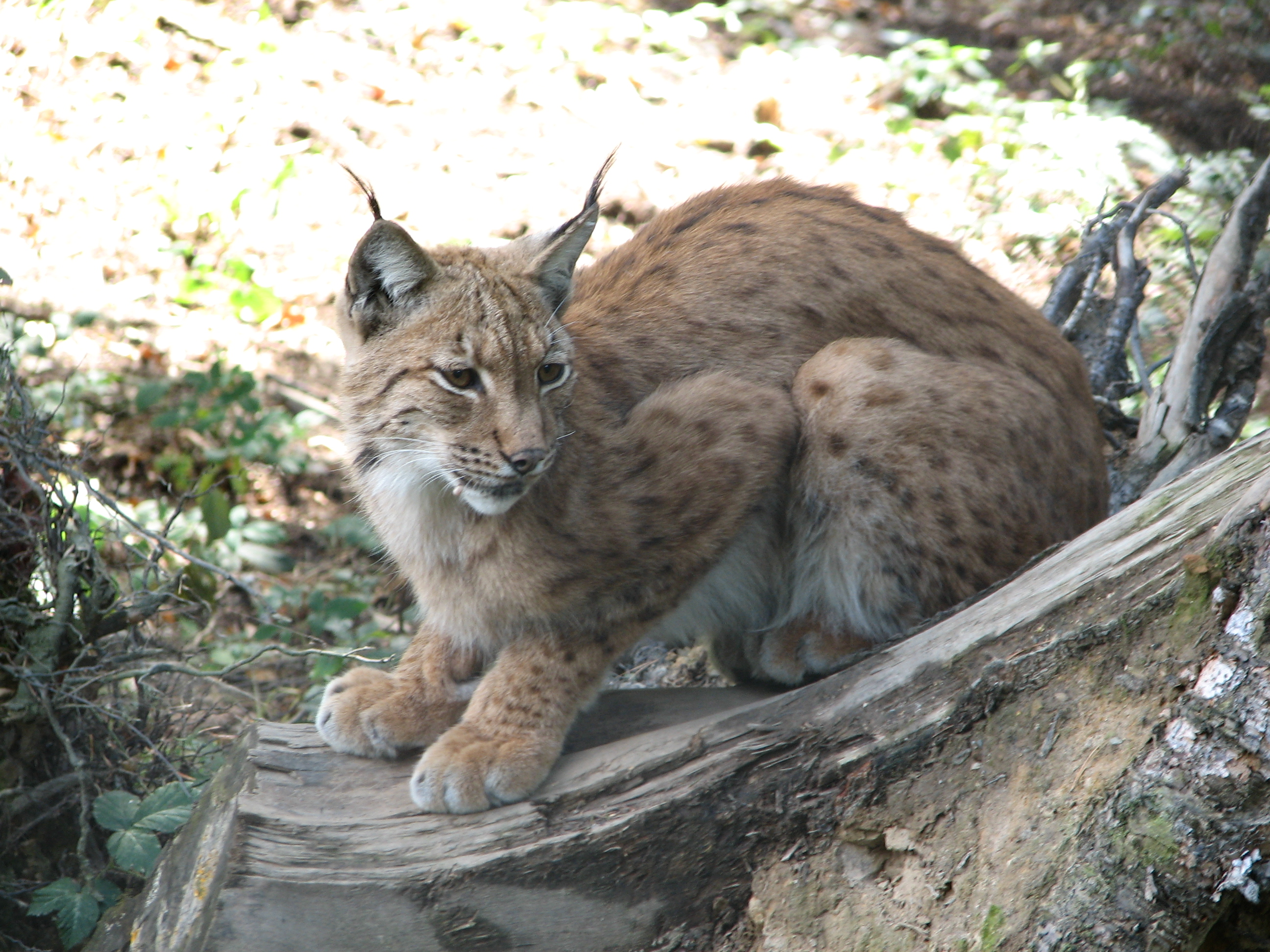
rys ostrovid

## Připravované záchranné programy

### Rostliny
- zvonovec liliolistý (Adenophora liliifolia)
- koniklec otevřený (Pulsatilla patens)
- snědek pyrenejský kulatoplodý (Ornithogalum pyrenaicum subsp. sphaerocarpum)
- hořeček nahořklý a hořeček drsný Sturmův

### Živočichové
- velké šelmy (program péče)
- drop velký (Otis tarda)
- ropucha krátkonohá (Epidalea calamita)
- krasec dubový (Eurythyrea quercus)
- modrásek hořcový a modrásek černoskvrnný
- okáč jílkový (Lopinga achine)
- raroh velký (Falco cherrug)[11]

## Programy péče
jsou vytvářeny pro chráněné druhy, kterým nehrozí bezprostřední nebezpečí vyhynutí nebo vyhubení. Jedná se zejména o konfliktní druhy. Program péče je souborem ochranných, managementových, legislativních a popularizačních opatření zajišťujících péči o daný druh. Je vytvářen na 10 let.

### Vydra říční(Lutra lutra)
je silně ohrožený druh a zároveň je druhem, který způsobuje škody na rybích obsádkách. V současné době není přímo ohrožena vyhynutím, ale pro její přežití je nezbytné vyřešení konfliktu její ochrany se zájmy rybářství. Nejvýrazněji ohrožují populaci vydry říční nelegální lov a úhyny na komunikacích. Program péče je naplánován na období 2009 - 2018.

### Bobr evropský(Castor fiber)
je noční savec vázaný na vodní prostředí. Je teritoriální. Přes třicet let se v České republice zvyšuje početnost bobrů, což však nekoresponduje s hospodářským využitím krajiny. Často dochází ke konfliktům bobra právě s odvětvím zemědělským, lesnických a vodohospodářským. Program má za cíl hledat řešení na koexistenci zájmů na ochranu bobra evropského a hospodářských zájmů v krajině.

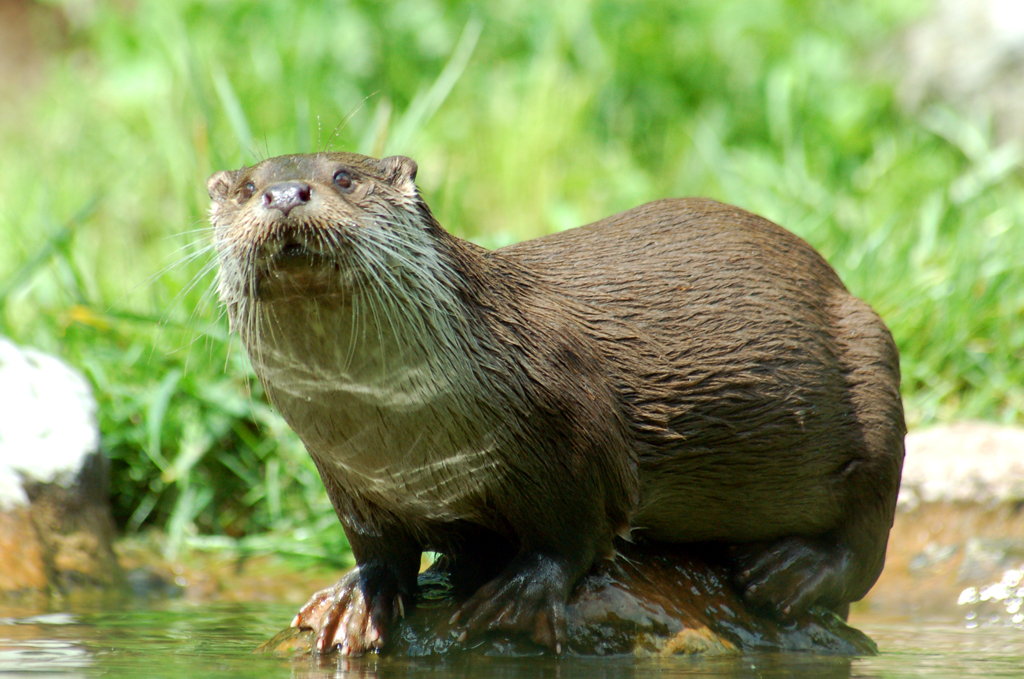
vydra říční
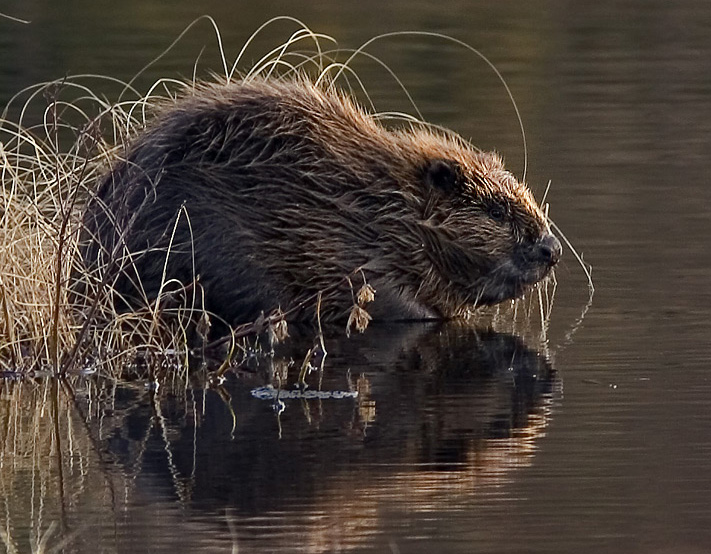
bobr evropský

## Evropské a celosvětové záchranné programy
Tyto záchranné programy probíhají v zoologických zahradách a mají za úkol chránit druhy, kterým hrozí, nebo by brzy mohlo hrozit, vyhubení. Evropské záchranné chovy zastřešuje EAZA (Evropská asociace zoologických zahrad a akvárií). Spadají do nich Evropské záchovné programy (EEP) a Evropské plemenné knihy (ESB). Evropské programy dnes zahrnují více než 250 druhů zvířat. Světové záchranné programy zastřešuje WAZA (Světová asociace zoologických zahrad a akvárii). Vytváří Mezinárodní plemenné knihy (ISB), v nichž je 182 druhů zvířat. Jednou z prvních plemenných kniha byla ta pro koně Převalského, kterou vede Zoo Praha již od roku 1960. Plemenné knihy mapují všechna zvířata daného druhu chovaná v zajetí a umožňují vyhledat pro zvířata v zoologických zahradách vhodné partnery k páření.

### The Kukang Rescue Program
The Kukang Rescue Program je česko-indonéský záchranný in situ program působící v Indonésii v provincii Severní Sumatra, který vznikl v roce 2014 z iniciativy českých ochránců přírody Františka Příbrského (ze Zoo Ostrava) a Lucie Čižmářové (ze Zoo Olomouc). Program vznikl primárně z důvodu snahy o ochranu outloňů váhavých (Nycticebus coucang) a outloňů sumaterských (Nycticebus hilleri). Na záchranném programu se podílí tým zoologů a ochránců přírody.